# Kyrill I.

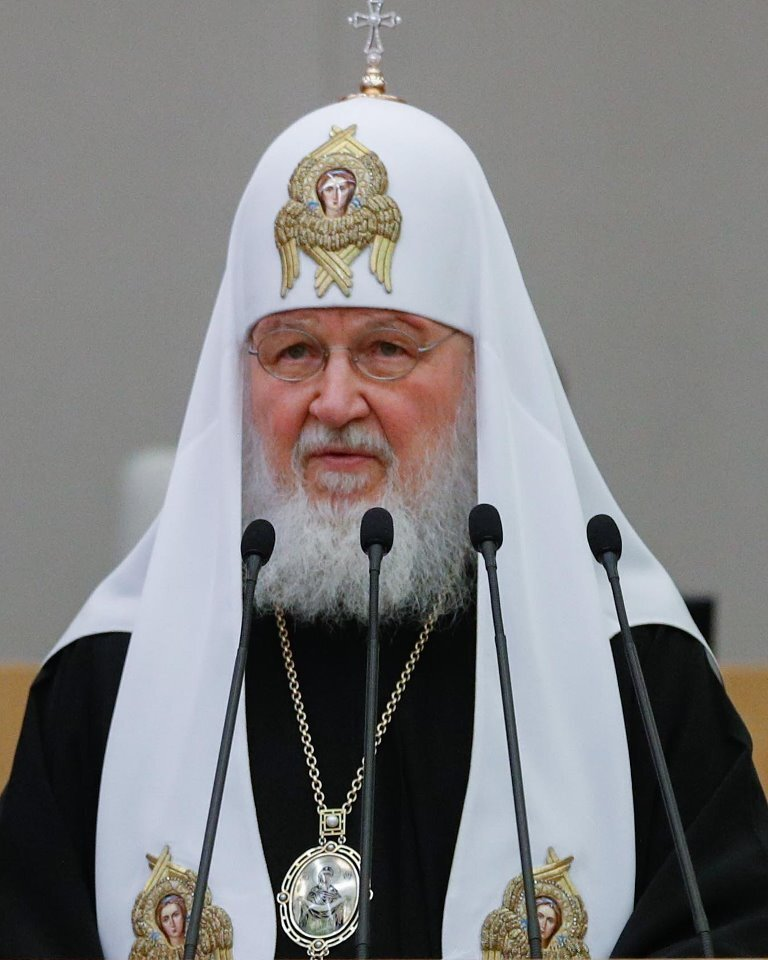
Patriarch Kyrill von Moskau und der ganzen Rus (2023)

Kyrill I. (bürgerlich Wladimir Michailowitsch Gundjajew, russisch Владимир Михайлович Гундяев; * 20. November 1946 in Leningrad) ist ein russischer Geistlicher und ehemaliger KGB-Agent. Seit dem 1. Februar 2009 ist er Patriarch von Moskau und der ganzen Rus und damit der Vorsteher der Russisch-Orthodoxen Kirche (ROK). Zuvor war er Erzbischof und Metropolit der Diözesen von Smolensk und Kaliningrad. Sein Privatvermögen wird auf rund 4 Mrd. US-Dollar geschätzt. Im Sommer 2022 verhängten einige Staaten aufgrund der Unterstützung des Angriffskrieges Russlands gegen die Ukraine Sanktionen gegen Kyrill.

## Leben
Gundjajew wuchs in einer Leningrader Priesterfamilie auf. Sein 1907 geborener Vater Michail, welcher aus einer mordwinischen Priesterfamilie aus der Region um Nischni Nowgorod stammt, musste nach seinem Theologiestudium ab 1934 drei Jahre im Kolyma-Gulag verbringen und wurde 1947 zum Priester und Diakon ordiniert. Seine 1909 geborene Mutter Raissa, geb. Kutschina, war Deutschlehrerin.
Gundjajews 1940 geborener, älterer Bruder Nikolai trat 1965 in das Priesterseminar Leningrad ein und studierte später an der Geistlichen Akademie Leningrad weiter.
Gundjajew wurde 1972 Agent, später Offizier des KGB (Deckname Michailow). Die Vergangenheit im sowjetischen Geheimdienst verbindet ihn mit dem russischen Präsidenten Wladimir Putin. Laut dem schweizerischen Bundesarchiv war Gundjajew in den siebziger Jahren als Agent in Genf tätig.

### Frühe geistliche Aufgaben
Nach Studien in Deutschland wurde er 1969 zum Priester geweiht und nach dem Studienabschluss 1970 Sekretär des Metropoliten Nikodim von Leningrad. Nikodim hatte bereits in den 1960er-Jahren die ökumenische Öffnung der russisch-orthodoxen Kirche gefördert (1978 bei einem Treffen mit Papst Johannes Paul I. verstorben). 1971 wurde Gundjajew zum Archimandriten erhoben und zum offiziellen Vertreter des Moskauer Patriarchats beim Weltkirchenrat bestellt. Er war seither aktiv beteiligt an den ökumenischen Aktivitäten der russisch-orthodoxen Kirche und ihr Hauptgestalter. Dazu gehört auch seine Mitarbeit in der Christlichen Friedenskonferenz (CFK), in deren „Ausschuss zur Fortsetzung der Arbeit“ (AFA) er bei der IV. Allchristlichen Friedensversammlung 1971 in Prag gewählt wurde.
Von Ende 1974 bis Ende 1984 war Gundjajew Rektor des Priesterseminars von Leningrad und der Theologischen Akademie.

### Bischof, Erzbischof, Metropolit
Im März 1976 wurde er zum Bischof von Wyborg in der Diözese Leningrad gewählt und elf Tage später geweiht. Nach späterem eigenen Bekunden war er vor dem Krieg der Sowjetunion in Afghanistan (1979–1989) eine der wenigen Personen in prominenter Position, die sich 1979 öffentlich gegen die Invasion aussprachen.
Am 26. Dezember 1984 ernannte man ihn zum Bischof der Diözese Smolensk und zum Administrator der Diözese Kaliningrad. 1988 wurde er Erzbischof, 1991 Metropolit. Seit November 1989 ist er zusätzlich Vorsitzender der Abteilung für externe Kirchenbeziehungen des Moskauer Patriarchats (dem Außenamt der russisch-orthodoxen Kirche) und damit zugleich ständiges Mitglied des Heiligen Synod der russisch-orthodoxen Kirche. Als Mitglied der Biblischen und Theologischen Kommission des Moskauer Patriarchats wirkte Gundjajew an den Vorbereitungen zum Moskauer Konzil im Jahre 2000 mit.
Am 18. Mai 2006 weihte Gundjajew als Leiter des Außenamtes der russisch-orthodoxen Kirche die erste russisch-orthodoxe Kirche in Rom ein sowie im Oktober 2008 die erste russisch-orthodoxe Kirche auf Kuba, die Kathedrale „Nuestra Señora de Kazán“ in Havanna.
Gundjajew war am 25. April 2007 (neben Metropolit Juwenali von Krutizy und Kolomna und Metropolit Kliment von Kaluga und Borowsk) einer der Zelebranten bei der Trauerfeier für den verstorbenen russischen Staatspräsidenten Boris Jelzin in der Christ-Erlöser-Kathedrale in Moskau.
Gundjajew war auch als einer der Hauptautoren an der Ausarbeitung der im August 2000 verabschiedeten Soziallehre der russisch-orthodoxen Kirche („Grundlagen der Sozialkonzeption der Russischen Orthodoxen Kirche“) beteiligt. Er unterstützte Patriarch Alexius II. als dessen Stellvertreter bei der Leitung des Weltkonzils des Russischen Volkes und leitete ab 2006 die Arbeitsgruppe zur Ausarbeitung der Grundlagenlehre der Russischen Orthodoxen Kirche über die Würde, die Freiheit und die Menschenrechte, die im Juli 2008 beschlossen wurde.

### Wahl zum Patriarchen

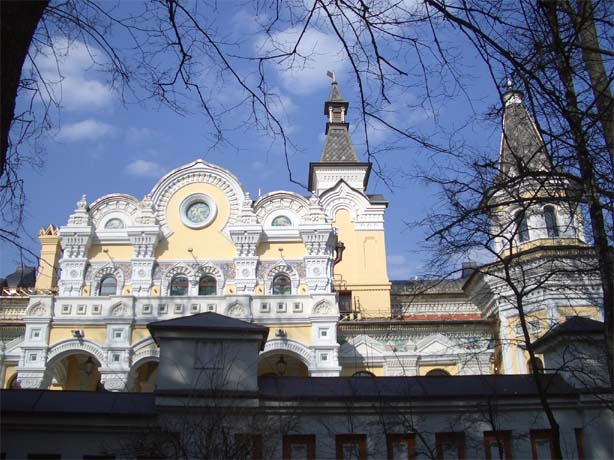
Die Sommerresidenz der Patriarchen der russisch-orthodoxen Kirche in Peredelkino bei Moskau

Nach dem Tod von Patriarch Alexius II. wurde Metropolit Gundjajew am 6. Dezember 2008 in der Sommerresidenz der Patriarchen in Peredelkino bei Moskau von den sieben ständigen Mitgliedern des Heiligen Synod in geheimer Abstimmung zum Statthalter („locum tenens“) des Patriarchenamtes der Russisch-Orthodoxen Kirche gewählt. Er erhielt den Namen Kyrill I. Der Pomestny Sobor, das höchste Konzil der russisch-orthodoxen Kirche, an dem Vertreter aller Eparchien teilnahmen, wählte ihn am 27. Januar 2009 bereits im ersten Wahlgang mit 508 von 702 abgegebenen Stimmen zum 16. Patriarchen in der Geschichte der russischen Orthodoxie. Am 1. Februar 2009 wurde er in der Moskauer Christ-Erlöser-Kathedrale inthronisiert.

### Verlauf des Patriarchates
Im November 2011 reiste der Patriarch nach Damaskus. Er traf dort Ignatius IV., den Patriarchen der Antiochenisch-Orthodoxen Kirche, und forderte die Einwohner Syriens dazu auf, „die Widersprüche friedlich zu überwinden“. Ignatius dankte dem Patriarchen und allen Bürgern Russlands für ihr Mitgefühl und ihre Unterstützung.
Intensiv bemüht sich Kyrill I. um die orthodoxen Gläubigen in der Ukraine und Moldawien. Er besuchte schon ein halbes Dutzend Mal die Ukraine, während Alexius II. nur einmal dort war.
Symbolisch zollte er beiden Ländern auch dadurch Respekt, dass die Internetseite des Patriarchates seit kurzem alle Meldungen ins Ukrainische und Moldawische übersetzt und seit seinem Amtsantritt in seiner Moskauer Residenz auch die ukrainische und die moldawische Fahne neben der russische stehen. Im Jahr 2011 gründete er mehr als ein Dutzend neuer Diözesen; in Moskau wurde mit dem Bau von 200 neuen Kirchen begonnen.
Im August 2012 besuchte Kyrill I. als erstes russisch-orthodoxes Kirchenoberhaupt Polen. Während seiner viertägigen Reise unterzeichnete er im Rahmen einer feierlichen Zeremonie im Königsschloss in Warschau gemeinsam mit Erzbischof Józef Michalik, Vorsitzender der polnischen katholischen Bischofskonferenz, eine „gemeinsame Botschaft an die Völker Russlands und Polens“. Das religiöse Dokument soll die orthodoxe und die katholische Kirche in den beiden Ländern versöhnen.
Am 12. Februar 2016 traf sich Kyrill I. mit Papst Franziskus auf neutralem Boden (Flughafen von Havanna). Kyrill I. war der erste Patriarch der Russisch-Orthodoxen Kirche, der sich mit einem Papst traf. Bei dem Treffen wurde eine Gemeinsame Erklärung abgegeben. An jedem Jahrestag des historischen Treffens fand reihum ein Gedenken statt. Jeweils stand ein besonderer Aspekt im Mittelpunkt der Reflexion. Am fünften Jahrestag war es Die Kirche und die Pandemie.

## Positionen

### Stellung zur römisch-katholischen Kirche und anderen Religionen
In der Frage des kanonischen Territoriums (die orthodoxen Kirchen beanspruchen traditionell das gesamte Gebiet eines Staates als kanonisches Territorium) vertritt Metropolit Kyrill die Auffassung, dass aufgrund der gegenseitigen Anerkennung der christlichen Ost- und Westkirchen als Schwesterkirchen an jedem Ort nur ein Bischof Vertreter der gesamten christlichen Kirche sein soll.
Als Leiter des Außenamtes der russisch-orthodoxen Kirche pflegte Metropolit Kyrill gute Kontakte zur römisch-katholischen Kirche und traf dreimal mit Papst Benedikt XVI. zusammen. Im April 2005 gratulierte er im Vatikan Benedikt XVI. nach seiner Wahl zum Papst und im Zuge seines Rombesuches anlässlich der Einweihung der russisch-orthodoxen Kirche kam es im Mai 2006 zu einem weiteren Treffen. Im Dezember 2007 empfing ihn der Papst schließlich zu einer Privataudienz.
Ökumenegegner innerhalb der russisch-orthodoxen Kirche warfen ihm eine zu große Nähe zur römisch-katholischen Kirche vor. So wurde er dafür kritisiert, im Jahr 2005 Papst Benedikt XVI. nach dessen Papstwahl die Hand geküsst zu haben. Bischof Diomid von Anadyr und Tschukotka warf ihm 2008 „Kommunion“ mit der römisch-katholischen Kirche vor. Zuletzt ging Kyrill zunehmend auf Distanz zur römisch-katholischen Kirche und zur Ökumene. Kurz vor seiner Wahl zum Patriarchen schloss er Kompromisse mit anderen christlichen Konfessionen in Glaubensfragen ebenso aus wie gemeinsame Andachten. 2016 schloss er sich Putins Überzeugung an, dass das orthodoxe Christentum dem Islam näher stehe als der römisch-katholischen Kirche, da die Orthodoxie und der Islam an traditionellen Werten festhielten, die römisch-katholische Kirche hingegen nicht.
Kyrill spricht sich für die Schaffung „spezieller Beziehungen“ zwischen der Orthodoxie und den anderen drei „traditionellen Religionen“ Russlands aus, dem Islam, dem Judentum und dem Buddhismus.

### Stellung zu Freiheitsrechten und Emanzipation
In seiner Ansprache vor dem UN-Menschenrechtsrat in Genf am 18. März 2008 kritisierte Kyrill I., dass es in der Europäischen Grundrechtecharta keine Klausel zu Beschränkungen der darin zugesicherten Rechte und Freiheiten gibt, um den „gerechten Anforderungen der Moral“ genüge zu tun. Die im Jahr 1948 von der Generalversammlung der Vereinten Nationen beschlossene Allgemeine Erklärung der Menschenrechte kannte eine solche Klausel noch (Art. 29 Abs. 2).
Kyrill ist ein entschiedener Vertreter für ein Festhalten am traditionellen Familienmodell. Im April 2013 kritisierte er den Feminismus in einer Erklärung scharf und bezeichnete ihn als ein „gefährliches Phänomen“, das Frauen lediglich eine Illusion von Freiheit in Aussicht stelle. Die Rolle der Frau sei stets nach innen konzentriert, beim Haushalt und den Kindern. Der Zerstörung der Familie folge hingegen unweigerlich die Zerstörung des Heimatlandes. In einer Predigt im Juli 2013 erklärte Kyrill die Legalisierung von „Homo-Ehen“ zu einem Anzeichen für den bevorstehenden Weltuntergang und rief dazu auf, alles zu tun, damit im „Heiligen Russland“ das Gesetz nie die Sünde unterstützt, was ein Prozess der Selbstzerstörung wäre.
Der Antichrist stünde dann an der Spitze des Internets, bilanzierte er, als er von einer hypothetischen zentralen Kontrolle des Netzes sprach.
Im Juli 2023 sagte Kyrill, im Westen sei der Begriff der Sünde verschwunden, gutgeheißen werde dort eine „Variabilität menschlichen Handelns“. Das sei jedoch genau das, „was der Teufel will: die Konzepte von Gut und Böse durcheinanderbringen“. Russland dagegen sei „frei von diesem Teufelszeug, das zur Norm in den menschlichen Beziehungen erhoben“ werde. Er rief zum Kampf für Vaterland, Kirche und „die gesamte christliche Zivilisation“ auf. Für die Staatsorgane, Präsident Putin und die Armee müsse man beten, „damit wir unsere Positionen nicht aufgeben“, ansonsten stünde „das metaphysische Ende der Geschichte“ bevor, denn Russland befinde sich im Kampf gegen die „Weltherrscher der Finsternis“.
Im April 2024 entzog Patriarch Kyrill I. per Dekret einem Priester, der die Totenmesse für den in politischer Haft verstorbenen Oppositionspolitiker Alexej Nawalny geleitet hatte, die Priesterwürde für mindestens drei Jahre.

### Verhältnis zur Politik in Russland

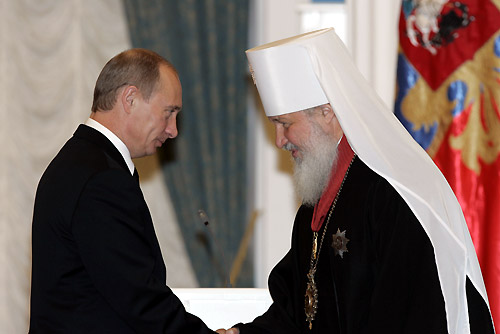
Metropolit Kyrill bei der Verleihung des Verdienstordens für das Vaterland II. Klasse vom russischen Staatspräsidenten Wladimir Putin am 21. Dezember 2006 in Moskau

Zu Dmitri Medwedew und Wladimir Putin hat Kyrill I. exzellente Verbindungen. Als seinen größten politischen Erfolge wurde bezeichnet, dass an allen russischen Schulen ab 2012 wieder orthodoxe Religion unterrichtet wird. Ebenso soll die Kirche fast ihr gesamtes verstaatlichtes Kircheneigentum zurückerhalten. Zum 59. Geburtstag von Putin im Oktober 2011 gratulierte er mit den Worten „Vor allem dank Ihrer Anstrengungen ist der Trend abgewendet, der unser Land an den Rand des Zusammenbruchs brachte“. Kyrill mied bislang öffentliche Kritik an Putin, obwohl dieser seine Forderungen nach einer Verschärfung der Abtreibungsregelung ignorierte. Im Januar 2012 mahnte er in seinem Weihnachtsappell die Regierung zur Kurskorrektur und rief sie zum Dialog mit der Opposition auf. Nach den Parlamentswahlen im Dezember 2011 hatte es Massenproteste gegen Wahlfälschung und Forderungen nach Neuwahlen gegeben.
Kyrill gilt als Verbündeter Wladimir Putins. So bezeichnete er die Regentschaft Putins im Zuge der Präsidentschaftswahl in Russland 2012 als „Wunder Gottes“ und kritisierte die Opposition. Zudem rief Kyrill offen zur Wahl Putins auf.
Zu seinem 10-jährigen Amtsjubiläum schrieb Republic.ru: „In den letzten Jahren arbeitete der Patriarch mehr als Politiker denn als Hirte“. Laut einer Studie von 2014 erreichte seine moralische Autorität einen Tiefststand von einem Prozent, gleichauf mit Ramsan Kadyrow und hinter Wladimir Schirinowski. Kyrill habe seit Jahren nicht nur Hass auf den Westen gepredigt, sondern auch von den Gläubigen Loyalität gegenüber dem russischen Staat verlangt, so die NZZ 2022.
Im ersten Kanal des russischen Staatsfernsehens wird wöchentlich ein „Hirtenwort“ von Kyrill gesendet.

### Luxus und Finanzen
Im Jahr 2012 wurde eine Uhr vom Handgelenk des Patriarchen wegretouchiert, war jedoch in der Spiegelung auf dem Tisch zu sehen. Laut Angaben von Journalisten aus dem Jahr 2009 besitzt Kyrill eine 30.000 Euro teure Luxus-Uhr der Marke Breguet, was dieser nicht verneint. Eine „Gesundheitsresidenz“ der orthodoxen Kirche wird von den Einheimischen „Kyrills Datscha“ genannt. Ein repräsentatives Anwesen bei Gelendschik wird offiziell als „Bildungszentrum“ bezeichnet, doch wies die Nowaja gaseta darauf hin, dass es außer einer einzigen Synode im Jahr 2012 keine Berichte über Kurs-Aktivitäten gebe. Die Zeitung schrieb, eine neue Art des Atheismus sei auf den prunkvollen Luxus, die Paläste und Medienskandale und damit das Sinken des Ansehens der russisch-orthodoxen Kirche zurückzuführen. Auch Julia Latynina kommentierte die unzähligen Residenzen des Patriarchen und beschrieb, wie in diesem Land Spitäler unter Geldmangel litten und Warteschlangen üblich seien, während Kirchen renoviert und gebaut würden, welche leer stünden.
Bereits in den 1990er Jahren soll Wladimir Gundjajew im Namen der Kirche mit Zigaretten und Erdöl gehandelt haben, weshalb er von Kritikern auch als „Tabak-Patriarch“ bezeichnet wird. Sein privates Vermögen wird auf rund 4 Mrd. US-Dollar geschätzt. Zu seinen persönlichen Besitztümern soll auch eine Mercedes-Maybach-Luxuslimousine, etwa 20 Residenzen und die Jacht „Pallada“ gehören.

### Ukrainischer und weltweiter Konflikt in der Orthodoxie
Patriarch Kyrill hat nach der Anerkennung der Selbstständigkeit (Autokephalie) der Orthodoxen Kirche der Ukraine durch den Patriarchen von Konstantinopel diesem die Kirchengemeinschaft aufgekündigt und ihn der Kirchenspaltung bezichtigt. Bartholomaios I. hatte am 6. Januar 2019 die Orthodoxe Kirche der Ukraine als (von Moskau) unabhängige Kirche anerkannt.
Nachdem im Oktober 2019 auch das Oberhaupt der autokephalen orthodoxen Kirche von Griechenland, Erzbischof Hieronymos, Anfang November 2019 das Oberhaupt des Griechisch-Orthodoxen Patriarchats von Alexandria und ganz Afrika, Patriarch Theodoros II., und im November 2020 die orthodoxe Kirche von Zypern die Orthodoxe Kirche der Ukraine anerkannt hatten, kündigte Kyrill auch ihnen die Gottesdienstgemeinschaft.
Zum orthodoxen Weihnachtsfest am 7. Januar 2021 bezeichnete er die vom türkischen Präsidenten Recep Tayyip Erdoğan im Sommer 2020 vollzogene Rückwidmung der Hagia Sophia in Istanbul zur Moschee als Strafe Gottes für den in seinen Augen schismatischen Akt des Patriarchen von Konstantinopel im Jahr 2019.

### Russischer Überfall auf die Ukraine
Während des russischen Überfalls auf die Ukraine seit dem 24. Februar 2022 äußerte sich Kyrill I. mehrfach unterstützend zum russischen Angriff und zu Putins Politik und sprach in dieser Linie der Ukraine ihr Existenzrecht ab. In einer Sonntagspredigt am 6. März 2022 rechtfertigte er den Überfall mit der Begründung, Präsident Putin wolle die Ukraine vor Gay-Pride-Paraden schützen, und bezeichnete die Gegner Russlands als „Kräfte des Bösen“, womit Kyrill den Angriff Russlands „als einen metaphysischen Kampf des Guten (Russland) gegen das Böse“ sehe. Der Salzburger Ostkirchen-Experte Dietmar W. Winkler und die Politikwissenschaftlerin und Start-Preisträgerin von 2015 Kristina Stöckl wiesen darauf hin, dass Patriarch Kyrill seit langem Bezug auf das Gedankengebäude русский мир („Russki Mir“, „russische Welt“) nimmt und „Russland als Verteidigerin der christlichen Werte gegen einen angeblich feindlichen Westen“ sehe. Die Kirche habe unter Kyrills Führung erhebliche staatliche Zuwendungen erhalten.

Anfang April 2022 sagte Kyrill: 

„Wir sind ein friedliebendes Land und ein sehr leidgeprüftes Volk, das so sehr unter Kriegen gelitten hat wie nur wenige europäische Völker. Wir haben keine Lust auf Krieg oder darauf, etwas zu tun, das anderen schaden könnte.“

In einem Telefonat mit Papst Franziskus hatte Kyrill in einem 20-minütigen, vorgelesenen Monolog den Krieg gerechtfertigt und sprach beispielsweise über Flugzeiten von Raketen. Nachdem der Papst diese Episode in einem Interview erwähnte, war die ROK erbost, bestätigte aber selber den Sachverhalt Papst Franziskus habe nach Kyrills Kriegsrechtfertigung gesagt: „Ich verstehe das alles nicht. Bruder, wir sind keine Beamten, wir sollen nicht die Sprache der Politik sprechen, sondern die Sprache Jesu.“ Auf die darauf folgende Bemerkung, er sei doch nicht Putins Ministrant, habe die ROK nicht einmal reagiert, so der dissidente Diakon Andrei Kurajew. Bei einem Gottesdienst am 25. September 2022 versicherte Kyrill den russischen Soldaten, dass ihnen im Falle ihres Todes alle Sünden vergeben würden, da der Tod „bei der Erfüllung der militärischen Pflichten“ mit dem Opfertod Jesu am Kreuz zu vergleichen sei.
Andriy Mykhaleyko, ein renommierter Kenner der ukrainisch-russischen Beziehungen, weist darauf hin, dass Patriarch Kyrill sowohl russische Soldaten segne, die am Überfall Russlands auf die Ukraine mitwirkten, als auch dazu schweige, dass eben diese Soldaten bis Ende April 2022 bereits 36 Kirchengebäude der Russisch-Orthodoxen Kirche in der Ukraine zerstört hätten.
Ende März 2024 bezeichnete Patriarch Kyrill I. auf der Sitzung des Weltkonzils des Russischen Volkes den russischen Angriffskrieg auf die Ukraine als „Heiliger Krieg“. Das Konzil verabschiedete ein entsprechendes Dokument, in dem die russische Invasion der Ukraine als „Heiliger Krieg“ bezeichnet wurde, mit dem Ziel, „die Welt vor dem Ansturm des Globalismus und dem Sieg des dem Satanismus verfallenen Westens zu schützen“
(„protecting the world from the onslaught of globalism and the victory of the West, which has fallen into Satanism“). Außerdem hieß es, dass nach dem Krieg „das gesamte Gebiet der modernen Ukraine in die Zone des ausschließlichen Einflusses Russlands übergehen sollte“ („the entire territory of modern Ukraine should enter the zone of Russia's exclusive influence“). Schließlich bezog sich das Dokument auf eine „Dreieinheit des russischen Volkes“ („triunity of the Russian people“) und forderte, dass Weißrussen und Ukrainer „nur als subethnische Gruppen der Russen anerkannt werden sollten“ („should be recognised only as sub-ethnic groups of the Russians“).
Die Metropoliten der Ukraine protestierten, die der orthodox geprägten Länder Griechenland, Rumänien, Bulgarien und Serbien schwiegen. Patriarch Bartholomäus I., das Ehrenoberhaupt der Orthodoxie, verurteilte die Lehre des „Weltkonzils“; Papst Franziskus äußerte sich nicht. Der Ökumenische Rat der Kirchen (ÖKR) gab eine Erklärung ab, wonach die Rede vom Heiligen Krieg gegen die „christlichen und ökumenischen Prinzipien“ des ÖKR verstoße. Der Generalsekretär Jerry Pillay mutmaßte, „ob diese Erklärung als eigene Positionierung der Russischen orthodoxen Kirche aufgefasst werden kann“. Er habe Kyrill dringend um ein Treffen gebeten, „um diese Angelegenheit zu besprechen und Wege zu finden, wie auf die innerhalb der Gemeinschaft aufgekommenen Bedenken eingegangen werden kann“. Die Agentur Kathpress meldete, dass die Theologin, Ordensfrau und orthodoxe Influencerin Vassa Larin den Patriarchen Kyrill der Häresie bezichtigt.
In einem TV-Interview zum orthodoxen Weihnachtsfest forderte Kyrill Anfang Januar 2025 einen Regierungswechsel in der Ukraine und sagte, das ukrainische Volk müsse erkennen, dass fremde Mächte es betäubt und einen bewaffneten Konflikt herbeigeführt hätten. Es sei „wichtig, dass sich, offen gesagt, die politische Ausrichtung der ukrainischen Regierung ändert.“ Kyrill verspottete Anfang 2025 einen Priester, der den Patriotismus der ROK in Frage stellte.
Im Jahr 2025 erschien in Russland ein anonymes „Glaubensbekenntnis“, an dessen Entstehen überwiegend Priester beteiligt gewesen sein sollen. Darin werden u. a. Kyrills enge Verbindung mit der Politik, sein autokratischer Führungsstil und der von ihm ausgeübte Druck auf andere Geistliche kritisiert.

## Sanktionen gegen Kyrill I.
Im Juni 2022 verhängte das Vereinigte Königreich und im Juli 2022 Kanada Sanktionen gegen Patriarch Kyrill. Als Grund wurde die anhaltende Unterstützung Kyrills I. für den Krieg Russlands gegen die Ukraine angegeben. Hintergrund sei die „Anfang Juni am Veto Ungarns gescheiterte Verhängung von entsprechenden Strafmaßnahmen gegen das Oberhaupt der ROK durch die Europäische Union“ gewesen. Die Sanktionen umfassen im Falle des Vereinigten Königreichs ein „Einfrieren von Vermögenswerten“, sie „verbieten britischen Staatsbürgern oder Unternehmen, dem Patriarchen Gelder oder wirtschaftliche Ressourcen zur Verfügung zu stellen“, zudem wurde ein „Einreiseverbot“ verhängt.
Ende Juli 2022 beschloss die Regierung Litauens, dem Patriarchen für fünf Jahre die Einreise zu verweigern. Er habe die Souveränität der Ukraine geleugnet und die völkerrechtswidrige Aggression Russlands gegen das Nachbarland unterstützt, hieß es in der Begründung. Der litauische EU-Abgeordnete Petras Auštrevičius bezeichnete Kyrill bereits zuvor als „Teil des russischen inneren Zirkels“ und „des ideologischen Kommunikationsapparats“ sowie als „Putin ergeben“.
2023 verhängten ebenfalls die Regierungen von Estland und Tschechien Sanktionen.

## Ehrungen
- 20. März 2006: „Silberne Rose des heiligen Nikolaus“, als erster Empfänger; überreicht wohl im Salon der Botschaft der russischen Föderation in Rom.[76][77] Die Rose wurde und wird vergeben durch eine Privatinitiative von Mitgliedern des Instituts für Ökumenische Studien/Fribourg und des Ostkirchlichen Instituts Regensburg.[78]
- 21. Dezember 2006: Verdienstorden für das Vaterland, II. Klasse
- 2013: Orden des Fürsten Jaroslaw des Weisen I. Klasse
- 2016: José-Martí-Orden
- 19. November 2016: Verdienstorden für das Vaterland I. Klasse[79]
- 19. November 2021: Orden des Heiligen Andreas des Erstberufenen[80]

## Veröffentlichungen (Auswahl)
- Das Hirtenwort. Gott und Mensch – Zur Geschichte unserer Erlösung. Gespräche über den orthodoxen Glauben. Verlagsrat der Russischen Orthodoxen Kirche, Übersetzung: Landsberg am Lech 2007.
- Freiheit und Verantwortung im Einklang. Zeugnisse für den Aufbruch zu einer neuen Weltgemeinschaft. Institut für Ökumenische Studien, Fribourg 2009, ISBN 978-2-9700643-0-5.